# قائمة قرارات مجلس الأمن التابع للأمم المتحدة من 1501 إلى 1600
هذه قائمة قرارات مجلس أمن الأمم المتحدة رقم 1501 إلى 1600 المعتمدة في الفترة بين 26 أغسطس 2003 و4 مايو 2005.

## القائمة
| القرارات | التاريخ        | التصويت                                                                   | الاهتمامات |
| -------- | -------------- | ------------------------------------------------------------------------- | --- |
| 1501     | 26 أغسطس 2003  | 15-0-0                                                                    | الأذن بعملية أرتميس في شرق جمهورية الكونغو الديمقراطية بمساعدة بعثة الأمم المتحدة في جمهورية الكونغو الديمقراطية           |
| 1502     | 26 أغسطس 2003  | 15-0-0                                                                    | حماية موظفي الأمم المتحدة والعاملين في المجال الإنساني في مناطق النزاع                                                     |
| 1503     | 28 أغسطس 2003  | 15-0-0                                                                    | الفصل بين واجبات النيابة العامة المحكمة الجنائية الدولية لرواندا والمحكمة الجنائية الدولية ليوغوسلافيا السابقة             |
| 1504     | 4 سبتمبر 2003  | 15-0-0                                                                    | تعين كارلا ديل بونتي المدعي العام في المحكمة الجنائية الدولية ليوغوسلافيا السابقة                                          |
| 1505     | 4 سبتمبر 2003  | 15-0-0                                                                    | تعيين حسن بوبكر جالو المدعي العام في المحكمة الجنائية الدولية لرواندا                                                      |
| 1506     | 12 سبتمبر 2003 | 13–0–2 (ممتنعون: فرنسا، الولايات المتحدة الأمريكية)                       | رفع العقوبات ضد ليبيا |
| 1507     | 12 سبتمبر 2003 | 15-0-0                                                                    | تمديد ولاية بعثة الأمم المتحدة في إثيوبيا وإريتريا                                                                         |
| 1508     | 19 سبتمبر 2003 | 15-0-0                                                                    | تمديد ولاية بعثة الأمم المتحدة في سيراليون                                                                                 |
| 1509     | 19 سبتمبر 2003 | 15-0-0                                                                    | تأسيس بعثة الأمم المتحدة في ليبيريا                                                                                        |
| 1510     | 13 أكتوبر 2003 | 15-0-0                                                                    | توسيع ولاية قوة المساعدة الأمنية الدولية في أفغانستان                                                                      |
| 1511     | 16 أكتوبر 2003 | 15-0-0                                                                    | منح القوة المتعددة الجنسيات في العراق للمساهمة في الأمن                                                                    |
| 1512     | 27 أكتوبر 2003 | 15-0-0                                                                    | زيادة عدد القضاة المؤقتين في المحكمة الجنائية الدولية لرواندا                                                              |
| 1513     | 28 أكتوبر 2003 | 15-0-0                                                                    | تمديد ولاية بعثة الأمم المتحدة للاستفتاء في الصحراء الغربية                                                                |
| 1514     | 13 نوفمبر 2003 | 15-0-0                                                                    | تمديد ولاية بعثة الأمم المتحدة في كوت ديفوار                                                                               |
| 1515     | 19 نوفمبر 2003 | 15-0-0                                                                    | خريطة الطريق للسلام التي اقترحتها اللجنة الرباعية للشرق الأوسط في الصراع الإسرائيلي الفلسطيني                              |
| 1516     | 20 نوفمبر 2003 | 15-0-0                                                                    | إدانة تفجيرات اسطنبول 2003، تركيا                                                                                          |
| 1517     | 24 نوفمبر 2003 | 15-0-0                                                                    | تمديد ولاية قوة الأمم المتحدة لحفظ السلام في قبرص                                                                          |
| 1518     | 24 نوفمبر 2003 | 15-0-0                                                                    | تأسيس لجنة لتتبع الأصول المالية التي أزيلت من العراق من قبل أشخاص على صلة بـ صدام حسين                                     |
| 1519     | 16 ديسمبر 2003 | 15-0-0                                                                    | تأسيس مجموعة مراقبة تحقق في انتهاكات حظر توريد الأسلحة ضد الصومال                                                          |
| 1520     | 22 ديسمبر 2003 | 15-0-0                                                                    | تمدد ولاية قوة الأمم المتحدة لمراقبة فض الاشتباك                                                                           |
| 1521     | 22 ديسمبر 2003 | 15-0-0                                                                    | تجديد العقوبات الدولية ضد ليبيريا؛ تأسيس اللجنة                                                                            |
| 1522     | 15 يناير 2004  | 15-0-0                                                                    | دمج وإعادة هيكلة القوات المسلحة في جمهورية الكونغو الديمقراطية                                                             |
| 1523     | 30 يناير 2004  | 15-0-0                                                                    | تمديد ولاية بعثة الأمم المتحدة للاستفتاء في الصحراء الغربية                                                                |
| 1524     | 30 يناير 2004  | 15-0-0                                                                    | تمديد ولاية بعثة مراقبي الأمم المتحدة في جورجيا                                                                            |
| 1525     | 30 يناير 2004  | 15-0-0                                                                    | تمدد ولاية قوة الأمم المتحدة المؤقتة في لبنان                                                                              |
| 1526     | 30 يناير 2004  | 15-0-0                                                                    | تشدد العقوبات ضد القاعدة، طالبان، أسامة بن لادن ومجموعات أخرى                                                              |
| 1527     | 4 فبراير 2004  | 15-0-0                                                                    | تمديد ولاية بعثة الأمم المتحدة في كوت ديفوار                                                                               |
| 1528     | 27 فبراير 2004 | 15-0-0                                                                    | تأسيس عملية الأمم المتحدة في كوت ديفوار                                                                                    |
| 1529     | 29 فبراير 2004 | 15-0-0                                                                    | نشر قوة دولية في هايتي في أعقاب انقلاب في هايتي                                                                            |
| 1530     | 11 مارس 2004   | 15-0-0                                                                    | إدانة تفجيرات قطارات مدريد، إسبانيا                                                                                        |
| 1531     | 12 مارس 2004   | 15-0-0                                                                    | تمديد ولاية بعثة الأمم المتحدة في إثيوبيا وإريتريا                                                                         |
| 1532     | 12 مارس 2004   | 15-0-0                                                                    | تجميد أصول الرئيس تشارلز تايلور وزملاؤه                                                                                    |
| 1533     | 12 مارس 2004   | 15-0-0                                                                    | تعزيز حظر توريد الأسلحة ضد الجماعات المسلحة في شرق جمهورية الكونغو الديمقراطية                                             |
| 1534     | 26 مارس 2004   | 15-0-0                                                                    | نداءات بشأن المحكمة الجنائية الدولية لرواندا والمحكمة الجنائية الدولية ليوغوسلافيا السابقة لإكمال المحاكمات بحلول عام 2008 |
| 1535     | 26 مارس 2004   | 15-0-0                                                                    | إعادة هيكلة لجنة مكافحة الإرهاب التابعة لمجلس الأمن التابع للأمم المتحدة                                                   |
| 1536     | 26 مارس 2004   | 15-0-0                                                                    | تمديد ولاية بعثة الأمم المتحدة للمساعدة في أفغانستان                                                                       |
| 1537     | 30 مارس 2004   | 15-0-0                                                                    | تمديد ولاية بعثة الأمم المتحدة في سيراليون                                                                                 |
| 1538     | 21 أبريل 2004  | 15-0-0                                                                    | التحقيق في إدارة برنامج النفط مقابل الغذاء                                                                                 |
| 1539     | 22 أبريل 2004  | 15-0-0                                                                    | إدانة التجنيد العسكري للأطفال؛ دعوى لرصد استخدامها                                                                         |
| 1540     | 28 أبريل 2004  | 15-0-0                                                                    | دعوة الدول لمنع انتشار السلاح النووي                                                                                       |
| 1541     | 29 أبريل 2004  | 15-0-0                                                                    | تمديد ولاية بعثة الأمم المتحدة للاستفتاء في الصحراء الغربية                                                                |
| 1542     | 30 أبريل 2004  | 15-0-0                                                                    | إنشاء بعثة الأمم المتحدة لتحقيق الاستقرار في هايتي                                                                         |
| 1543     | 14 مايو 2004   | 15-0-0                                                                    | تمدد ولاية بعثة الأمم المتحدة لدعم تيمور الشرقية                                                                           |
| 1544     | 19 مايو 2004   | 14–0–1 (ممتنع: الولايات المتحدة)                                          | مطالبة إسرائيل بالتوقف عن هدم فلسطين                                                                                       |
| 1545     | 21 مايو 2004   | 15-0-0                                                                    | تأسيس عملية الأمم المتحدة في بوروندي                                                                                       |
| 1546     | 8 يونيو 2004   | 15-0-0                                                                    | تأييد الحكومة العراقية المؤقتة                                                                                             |
| 1547     | 11 يونيو 2004  | 15-0-0                                                                    | تأسيس بعثة الأمم المتحدة المتقدمة في السودان                                                                               |
| 1548     | 11 يونيو 2004  | 15-0-0                                                                    | تمديد ولاية قوة الأمم المتحدة لحفظ السلام في قبرص                                                                          |
| 1549     | 17 يونيو 2004  | 15-0-0                                                                    | إعادة تأسيس لجنة مراقبة ليبيريا، العقوبات                                                                                  |
| 1550     | 29 يونيو 2004  | 15-0-0                                                                    | تمدد ولاية قوة الأمم المتحدة لمراقبة فض الاشتباك                                                                           |
| 1551     | 9 يوليو 2004   | 15-0-0                                                                    | تمدد ولاية قوة تثبيت الاستقرار في البوسنة والهرسك                                                                          |
| 1552     | 27 يوليو 2004  | 15-0-0                                                                    | تمديد حظر الأسلحة ضد جمهورية الكونغو الديمقراطية                                                                           |
| 1553     | 29 يوليو 2004  | 15-0-0                                                                    | تمدد ولاية قوة الأمم المتحدة المؤقتة في لبنان                                                                              |
| 1554     | 29 يوليو 2004  | 15-0-0                                                                    | تمديد ولاية بعثة مراقبي الأمم المتحدة في جورجيا                                                                            |
| 1555     | 29 يوليو 2004  | 15-0-0                                                                    | تمديد ولاية بعثة الأمم المتحدة في جمهورية الكونغو الديمقراطية                                                              |
| 1556     | 30 يوليو 2004  | 13–0–2 (الممتنعون عن التصويت: الصين، باكستان)                             | مطالبة السودان تنزع سلاح ميليشيا الجنجويد في دارفور                                                                        |
| 1557     | 12 أغسطس 2004  | 15-0-0                                                                    | تمدد ولاية بعثة الأمم المتحدة للمساعدة في العراق                                                                           |
| 1558     | 17 أغسطس 2004  | 15-0-0                                                                    | إعادة تأسيس مجموعة حظر الأسلحة ضد الصومال                                                                                  |
| 1559     | 2 سبتمبر 2004  | 9–0–6 (ممتنعون: الجزائر، البرازيل، الصين، باكستان، الفلبين، روسيا)        | تأييد الانتخابات في لبنان؛ دعوى لانسحاب القوات الأجنبية                                                                    |
| 1560     | 14 سبتمبر 2004 | 15-0-0                                                                    | تمديد ولاية بعثة الأمم المتحدة في إثيوبيا وإريتريا                                                                         |
| 1561     | 17 سبتمبر 2004 | 15-0-0                                                                    | تمديد ولاية بعثة الأمم المتحدة في ليبيريا                                                                                  |
| 1562     | 17 سبتمبر 2004 | 15-0-0                                                                    | تمديد ولاية بعثة الأمم المتحدة في سيراليون                                                                                 |
| 1563     | 17 سبتمبر 2004 | 15-0-0                                                                    | تمدّد قوة المساعدة الأمنية الدولية في أفغانستان                                                                             |
| 1564     | 18 سبتمبر 2004 | 11–0–4 (الممتنعون عن التصويت: الجزائر، الصين، باكستان، روسيا)             | تهديد بفرض عقوبات على السودان؛ تحدد التحقيق في انتهاكات حقوق الإنسان في دارفور                                             |
| 1565     | 1 أكتوبر 2004  | 15-0-0                                                                    | تمديد وتعزيز بعثة الأمم المتحدة في جمهورية الكونغو الديمقراطية                                                             |
| 1566     | 8 أكتوبر 2004  | 15-0-0                                                                    | التعاون الدولي ضد الإرهاب                                                                                                  |
| 1567     | 14 أكتوبر 2004 | 15-0-0                                                                    | الترشيحات للقضاة في المحكمة الجنائية الدولية ليوغوسلافيا السابقة                                                           |
| 1568     | 22 أكتوبر 2004 | 15-0-0                                                                    | تمديد ولاية قوة الأمم المتحدة لحفظ السلام في قبرص                                                                          |
| 1569     | 26 أكتوبر 2004 | 15-0-0                                                                    | إقرار عقد اجتماع لمدة يومين حول الحرب في دارفور في نيروبي، كينيا                                                           |
| 1570     | 28 أكتوبر 2004 | 15-0-0                                                                    | تمديد ولاية بعثة الأمم المتحدة للاستفتاء في الصحراء الغربية                                                                |
| 1571     | 4 نوفمبر 2004  | تم اعتماده بدون تصويت                                                     | الانتخابات والشواغر في محكمة العدل الدولية                                                                                 |
| 1572     | 15 نوفمبر 2004 | 15-0-0                                                                    | فرض عقوبات على ساحل العاج                                                                                                  |
| 1573     | 16 نوفمبر 2004 | 15-0-0                                                                    | تمدد ولاية بعثة الأمم المتحدة لدعم تيمور الشرقية                                                                           |
| 1574     | 19 نوفمبر 2004 | 15-0-0                                                                    | تمدد ولاية بعثة الأمم المتحدة المتقدمة في السودان؛ اتفاقية السلام الشامل                                                   |
| 1575     | 22 نوفمبر 2004 | 15-0-0                                                                    | اختتام قوة تثبيت الاستقرار في البوسنة والهرسك؛ دور يوفور ألثيا                                                             |
| 1576     | 29 نوفمبر 2004 | 15-0-0                                                                    | تمدد ولاية بعثة الأمم المتحدة لتحقيق الاستقرار في هايتي                                                                    |
| 1577     | 1 ديسمبر 2004  | 15-0-0                                                                    | تمديد ولاية عملية الأمم المتحدة في بوروندي                                                                                 |
| 1578     | 15 ديسمبر 2004 | 15-0-0                                                                    | تمدد ولاية قوة الأمم المتحدة لمراقبة فض الاشتباك                                                                           |
| 1579     | 21 ديسمبر 2004 | 15-0-0                                                                    | تجديد العقوبات ضد ليبيريا؛ إعادة إنشاء عقوبات مراقبة فريق الخبراء                                                          |
| 1580     | 22 ديسمبر 2004 | 15-0-0                                                                    | تمدد ولاية مكتب الأمم المتحدة لدعم بناء السلام في غينيا - بيساو                                                            |
| 1581     | 18 يناير 2005  | 15-0-0                                                                    | تمديد فترة ولاية قضاة مؤقتين في المحكمة الجنائية الدولية ليوغوسلافيا السابقة                                               |
| 1582     | 28 يناير 2005  | 15-0-0                                                                    | تمديد ولاية بعثة مراقبي الأمم المتحدة في جورجيا                                                                            |
| 1583     | 28 يناير 2005  | 15-0-0                                                                    | تمدد ولاية قوة الأمم المتحدة المؤقتة في لبنان؛ ادانة العنف في لبنان                                                        |
| 1584     | 1 فبراير 2005  | 15-0-0                                                                    | حظر توريد الأسلحة ضد ساحل العاج                                                                                            |
| 1585     | 10 مارس 2005   | 15-0-0                                                                    | تمدد ولاية بعثة الأمم المتحدة المتقدمة في السودان                                                                          |
| 1586     | 14 مارس 2005   | 15-0-0                                                                    | تمديد ولاية بعثة الأمم المتحدة في إثيوبيا واريتريا                                                                         |
| 1587     | 15 مارس 2005   | 15-0-0                                                                    | إعادة تأسيس فريق الرصد حظر توريد الأسلحة، الصومال                                                                          |
| 1588     | 17 مارس 2005   | 15-0-0                                                                    | تمدد ولاية بعثة الأمم المتحدة المتقدمة في السودان                                                                          |
| 1589     | 24 مارس 2005   | 15-0-0                                                                    | تمديد ولاية بعثة الأمم المتحدة للمساعدة في أفغانستان                                                                       |
| 1590     | 24 مارس 2005   | 15-0-0                                                                    | تأسيس بعثة الأمم المتحدة في السودان                                                                                        |
| 1591     | 27 مارس 2005   | 12–0–3 (ممتنعون: الجزائر، الصين، روسيا)                                   | فرض عقوبات على الأحزاب "تعوق عملية السلام" في دارفور                                                                       |
| 1592     | 30 مارس 2005   | 15-0-0                                                                    | تمديد ولاية بعثة الأمم المتحدة في جمهورية الكونغو الديمقراطية                                                              |
| 1593     | 31 مارس 2005   | 11–0-4 (الممتنعون عن التصويت: الجزائر، البرازيل، الصين، الولايات المتحدة) | الحرب في دارفور، المحكمة الجنائية الدولية                                                                                  |
| 1594     | 4 أبريل 2005   | 15-0-0                                                                    | تمديد ولاية عملية الأمم المتحدة في كوت ديفوار                                                                              |
| 1595     | 7 أبريل 2005   | 15-0-0                                                                    | تحقيق دولي في قضية اغتيال رئيس وزراء لبنان السابق رفيق الحريري                                                             |
| 1596     | 18 أبريل 2005  | 15-0-0                                                                    | توسيع حظر الأسلحة ضد جمهورية الكونغو الديمقراطية                                                                           |
| 1597     | 20 أبريل 2005  | 15-0-0                                                                    | تمكين القضاة المؤقتين في المحكمة الجنائية الدولية ليوغوسلافيا السابقة من إعادة انتخابه                                     |
| 1598     | 28 أبريل 2005  | 15-0-0                                                                    | تمديد ولاية بعثة الأمم المتحدة للاستفتاء في الصحراء الغربية                                                                |
| 1599     | 28 أبريل 2005  | 15-0-0                                                                    | تأسيس مكتب الأمم المتحدة في تيمور الشرقية                                                                                  |
| 1600     | 4 مايو 2005    | 15-0-0                                                                    | تمديد ولاية عملية الأمم المتحدة في كوت ديفوار                                                                              |